# Fernando Augusto Valente da Fonseca
Fernando Augusto Valente da Fonseca (Rio de Janeiro, 13 de janeiro de 1946 - Rio de Janeiro, 29 de dezembro de 1972 ou Recife, 26 de dezembro de 1972), também conhecido como Fernando Sandália, foi um bancário e militante do PCBR (Partido Comunista Brasileiro Revolucionário), durante o período da ditadura militar brasileira. Sua morte aconteceu em ação comandada pelo DOI-CODI (Destacamento de Operações de Informações - Centro de Operações de Defesa Interna) do I Exército. Fernando Augusto, antes de ser encaminhado para o Rio de Janeiro, foi preso e torturado por agentes do DOI-CODI IV Exército, no Recife, em Pernambuco. As circunstâncias de sua morte foram objetos de investigação da CNV (Comissão Nacional da Verdade).

## Biografia
Fernando Augusto Valente da Fonseca nasceu no Rio de Janeiro, no dia 13 de janeiro de 1946. Augusto era filho de José Augusto Valente da Fonseca e Nathayl Machado da Fonseca, e era casado com Sandra Maria Araújo da Fonseca. Fonseca iniciou sua militância política ainda no Colégio Pedro II, no qual cursou o 2º Grau, pelo Movimento Estudantil Secundarista, como membro da Juventude Comunista do PCB (Partido Comunista Brasileiro).
Augusto Valente fez parte da "Corrente Revolucionária" e participou das diversas reuniões junto aos militantes para discutir os novos rumos e as teses que o novo partido, o Partido Comunista Brasileiro Revolucionário, a qual ele passaria a integrar. Em 1968, enquanto cursava a Faculdade de Filosofia na Universidade Federal do Rio de Janeiro (UFRJ), Fernando conheceu a estudante de psicologia, Sandra Maria Araújo da Fonseca. No dia 11 de junho, os dois se casaram e tiveram dois filhos: André, que tinha apenas quatro anos quando o pai morreu, e Fernanda que não chegou a conhecer Fernando.
No ano de 1969, o militante passou para o curso de Economia na Praia Vermelha e participou ativamente do movimento estudantil.
No fim de 1969, Valente da Fonseca foi denunciado por participar na ação de expropriação ao Banco Sotto Mayor, no Rio de Janeiro, ocorrida em 17 de dezembro de 1969, momento em passou para a clandestinidade. No dia 13 de fevereiro de 1970, ele e outros membros do Partido Comunista Brasileiro Revolucionário passaram a ser alvos de busca e apreensão por órgãos de repreensão. Fernando chegou a ser apontado como membro da Frente Revolucionária Armada do Partido Comunista Brasileiro Revolucionário. No mesmo ano, Fernando Augusto fez parte da Direção Nacional do PCBR, sendo parte do grupo de recomposição Comitê Central do partido.
O prontuário de Valente da Fonseca dizia que ele era Dirigente Estadual do PCBR em Pernambuco. De acordo com o documento, ele era considerado muito politizado e conhecedor da região do Nordeste, além de ter participado de todas as ações realizadas pelo grupo de fogo do Partido Comunista Brasileiro Revolucionário.
Bancário de profissão, Augusto continuou como funcionário do Banco do Brasil até 1972. Morreu aos 26 anos de idade, depois de ser preso pelo DOI-CODI do IV Exército do Recife, no dia 26 de dezembro de 1972. O militante teria sido morto no dia 29 do mesmo mês. Seu corpo, dizem, que foi encaminhado ao Rio de Janeiro para fazer parte da farsa do confronto entre militantes e as forças de segurança do Estado do Rio de Janeiro.

## Morte
Fernando Augusto Valente da Fonseca faleceu em 29 de dezembro de 1972, depois de uma ação realizada pelo DOI-CODI do I Exército. Fernando foi preso no dia 26 de dezembro em Recife pelo DOI-CODI do IV Exército, pelo qual foi torturado.
Uma falsa versão conta que Fernando e outros cinco membros do PCBR teriam sido mortos em um confronto contra agentes das forças de segurança no dia 29 de dezembro de 1972.
Em nota divulgada pelo I Exército, no Jornal do Brasil em no dia 17 de janeiro de 1973, noticiava que em ações simultâneas, agentes de segurança desmantelaram duas importantes células do PCBR, que praticavam suas ações nos bairros do Grajaú e Bento Ribeiro, no Rio de Janeiro. As operações puderam ser realizadas devido a prisões de lideranças regionais do PCBR e apreensão de documentos sobre futuras ações do partido. A prisão de Fernando Augusto teria sido decisiva para o desmonte do Grupo de Fogo do PCBRII. Durante sua prisão, Fernando teria dado informações importantes sobre as células do partido localizadas no Rio de Janeiro. Com a posse dessas informações, o DOI-CODI/IV de Recife conduziu Fernando para o Rio de Janeiro. Augusto Valente teria acompanhado um grupo de agentes até o bairro do Grajaú, local em que estava marcado um encontro com de outros quatro militantes. Ao chegar perto do carro em que estavam os militantes, Fernando foi baleado pelo seus próprios companheiros que perceberam a ação da polícia. A troca de tiros também teria desencadeado a morte de José Bartolomeu Rodrigues, Getúlio de Oliveira Cabral e José Silton Pinheiro. O corpo dos três foram carbonizados dentro do carro em decorrência do tiroteio. No bairro de Bento Ribeiro, ao mesmo instante, o Exército direcionava outra operação contra os militantes do partido de Fernando Augusto. De acordo com a narrativa do Exército, dois militantes reagiram com armas de fogo e granadas, e acabaram mortos. As duas vítimas eram Valdir Salles Saboia e Luciana Ribeiro da Silva, nome falso para Lourdes Maria Wanderley Pontes.
Segundo as investigações do CEMDP (Comissão Especial sobre Mortos e Desaparecidos Políticos) e da Comissão Nacional da Verdade, revelaram indícios que contrariam a versão oficial dos órgãos de repressão.
De acordo com depoimento de Sandra Maria da Fonseca, anexado no processo da CEMDP, Fernando viajaria com a esposa e o filho para Belo Horizonte. Antes da viagem, Valente teria deixado o hotel em que estava hospedado e foi se encontrar com outro membro do partido. Sandra Maria conta que, cerca de uma hora depois, foi presa e encapuzada e levada junta com seu filho por agentes da Delegacia de Ordem Política e Social de Pernambuco para um local desconhecido. Nesse local não identificado foi informada que Fernando estava detido, mas não pode vê-lo. No período em que esteve presa, chegou a ser interrogada por um dia inteiro e só foi libertada em 16 de janeiro de 1973. Somente no dia seguinte, através da imprensa, Sandra soube da morte do marido.
Um relatório do Centro de Informações da Aeronáutica sobre atividades do PCBR lista um assalto bancário que teria acontecido em outubro de 1972, no Rio de Janeiro. A veracidade dessa ação foi analisada após declarações de Fernando Augusto e Valdir Salles Saboia. O registro ajuda a enfraquecer ainda mais a versão de tiroteio, pois essas informações apontam um contato entre o militante e agentes de repressão antes a sua morte, indicando que ele também foi preso e interrogado. As fotos divulgadas pela perícia técnica também desmentem a versão do Exército. Rubens Manoel Lemos, ex-preso político, também afirma, em declaração de 31 de janeiro de 1996, que os corpos foram colocados dentro do carro da marca Volkswagen quando já estavam mortos. As investigações indicam que o carro pegou fogo de dentro para fora, pois o tanque de combustível e o motor estavam intactos. O corpo dos militantes chegaram ao Instituto Médico Legal (IML) na madrugada de 30 de dezembro. Roberto Blanco dos Santos, famoso por falsificar laudos, foi responsável pela necropsia dos mortos.

### Atestado de óbito
O atestado de Fernando e Valdir eram iguais. Os dois diziam que a causa da morte foi devido a ferimentos no tórax acarretando em perfuração do coração e pulmão esquerdo.

### Enterro
O corpo foi sepultado no cemitério São João Batista, no Rio de Janeiro.

## Investigações
Não é possível determinar qual o motivo da morte dos seis membros do Partido Comunista Brasileiro Revolucionário, porém fica evidente a falsa versão prestada pelos agentes do governo. Ao que tudo indica a morte das vítimas foi por execução, após serem torturados.
A conclusão da Comissão Nacional da Verdade concluiu que o militante morreu devido as torturas sofridas pelos agentes de repressão da ditadura. A CNV também recomenda a continuação das investigações para que os responsáveis sejam identificados e responsabilizados.

## Homenagens
No dia 27 de março de 2014, a Câmara dos Deputados, na voz do Deputado Amauri Teixeira, homenageou homens e mulheres mortos e desaparecidos que lutaram durante o período da Ditadura Militar brasileira.
Doa a quem doer, incomode a quem incomodar, nós estamos aqui para lembrar a perversidade, a brutalidade e a irracionalidade da ditadura militar deste País